# José Rojas (futbolista)
José Manuel Rojas Bahamondes (Talagante, Santiago, 23 de junio de 1983), también conocido como Pepe Rojas, es un exfutbolista chileno que jugaba como defensa central o estóper. Fue internacional absoluto con la Selección de Chile desde 2007 hasta 2015, con la que se consagró campeón de la Copa América en 2015.
Es reconocido como uno de los grandes referentes de la Universidad de Chile en los últimos años. Con la «U» levantó seis campeonatos nacionales, dos Copa Chile, una Supercopa de Chile, además del primer título internacional en la historia de la institución: la Copa Sudamericana 2011, sumando un total de diez títulos con la institución, ocho como capitán. En 2012 fue reconocido como el mejor futbolista del año en Chile según la Asociación Nacional de Fútbol Profesional (ANFP) del país. También es el jugador con más presencias internacionales en la historia del Club Universidad de Chile, con 83 en su haber.

## Trayectoria

### Universidad de Chile (2001-2006)
Nacido en Talagante, debutó en la categoría adulta de Universidad de Chile el 23 de febrero de 2003 bajo el mando de Víctor Hugo Castañeda, en un duelo contra Deportes Puerto Montt en el Estadio Chinquihue por la segunda fecha del Torneo de Apertura de ese año ingresando al minuto 33 por Marcos González y debutando con 19 años en el fútbol profesional comenzando su historia con el conjunto azul, siguió como suplente durante todo ese año, el 20 de septiembre del mismo año marcó su primer gol profesional en la goleada por 3-0 sobre Audax Italiano por la octava fecha del Clausura 2003, comenzó la goleada marcando el primero a los segundos empezado el duelo nomas tras aprovechar un rebote del portero Carlos San Martín, luego Ezequiel Amaya y Diego Rivarola cerraron el triunfo.
Para 2004 se consolidó como titular en el cuadro azul jugando a un alto nivel para el Torneo de Apertura de ese año, llegando a la final enfrentándose al actual bicampeón del fútbol chileno Club de Deportes Cobreloa, la primera final se jugó el 23 de junio en el Estadio Nacional donde igualaron 0-0, la revancha se jugó 4 días después en el Estadio Municipal de Calama igualando nuevamente solo que esta vez 1-1 y en penales la U ganó por 4-2 con Johnny Herrera como gran figura, y así Rojas ganó el primer título de su carrera.
El 22 de febrero de 2005 debutó en competencias internacionales en el sufrido triunfo por 3-2 sobre Quilmes por la primera fecha del Grupo 3 de la Copa Libertadores, torneo en el que serían eliminados por Santos de Brasil. El 20 de marzo marcó en el triunfo por 3-1 sobre Audax Italiano por la décima fecha del Torneo de Apertura.
Posteriormente en el Torneo de Clausura llegaron a la final enfrentándose a su clásico rival la Universidad Católica, en la ida cayeron por 0-1 mientras que por la vuelta ganaron por 2-1 igualando 2-2 en el global y en penal la UC ganó por 5-4 con anotación final del argentino Jorge Quinteros.

### Independiente (2006)
Sus buenas actuaciones en la "U" hicieron que Independiente lo fichase en 2006 llegando cedido al club argentino por 6 meses, tuvo un pasó para el olvido jugando solo 5 encuentros y nunca logrando adaptarse al fútbol argentino.

### Vuelta a Universidad de Chile (2006-2015)
Su poca titularidad en Independiente hizo que se decidiera a volver a Universidad de Chile en julio del mismo año.
El 27 de agosto de 2006 sufrió una rotura de ligamentos en el duelo entre Universidad de Chile y la Universidad Católica por el Torneo de Clausura de ese año quedando fuera de las canchas el resto del año.
El 3 de noviembre de 2007 marcó un gol en la sufrida victoria por 3-2 sobre Unión Española.

#### Temporada 2009
El 4 de marzo de 2009 marcó su primer gol internacional en la victoria por 3-0 sobre Aurora de Bolivia por la Copa Libertadores.
Posteriormente, logró llegar a los 200 partidos con la camiseta de "la U" el 15 de abril del mismo año, por el Grupo 7 de la Copa Libertadores, ante Gremio partido en el que los azules cayeron por 0-2 en tierras chilenas.
Clasificaron a octavos de final del torneo tras avanzar segundo en su grupo, viéndose las caras con Cruzeiro de Brasil. En la ida, los por entonces dirigidos de Sergio Markarian cayeron 2-1 el 7 de mayo. Una semana después igualaron sin goles en el Estadio Mineirão perdieron por la cuenta mínima diciendo adiós al máximo torneo continental por un global de 3-1, Pepe Rojas jugó los 10 partidos de la U en aquella Libertadores marcando 1 gol.

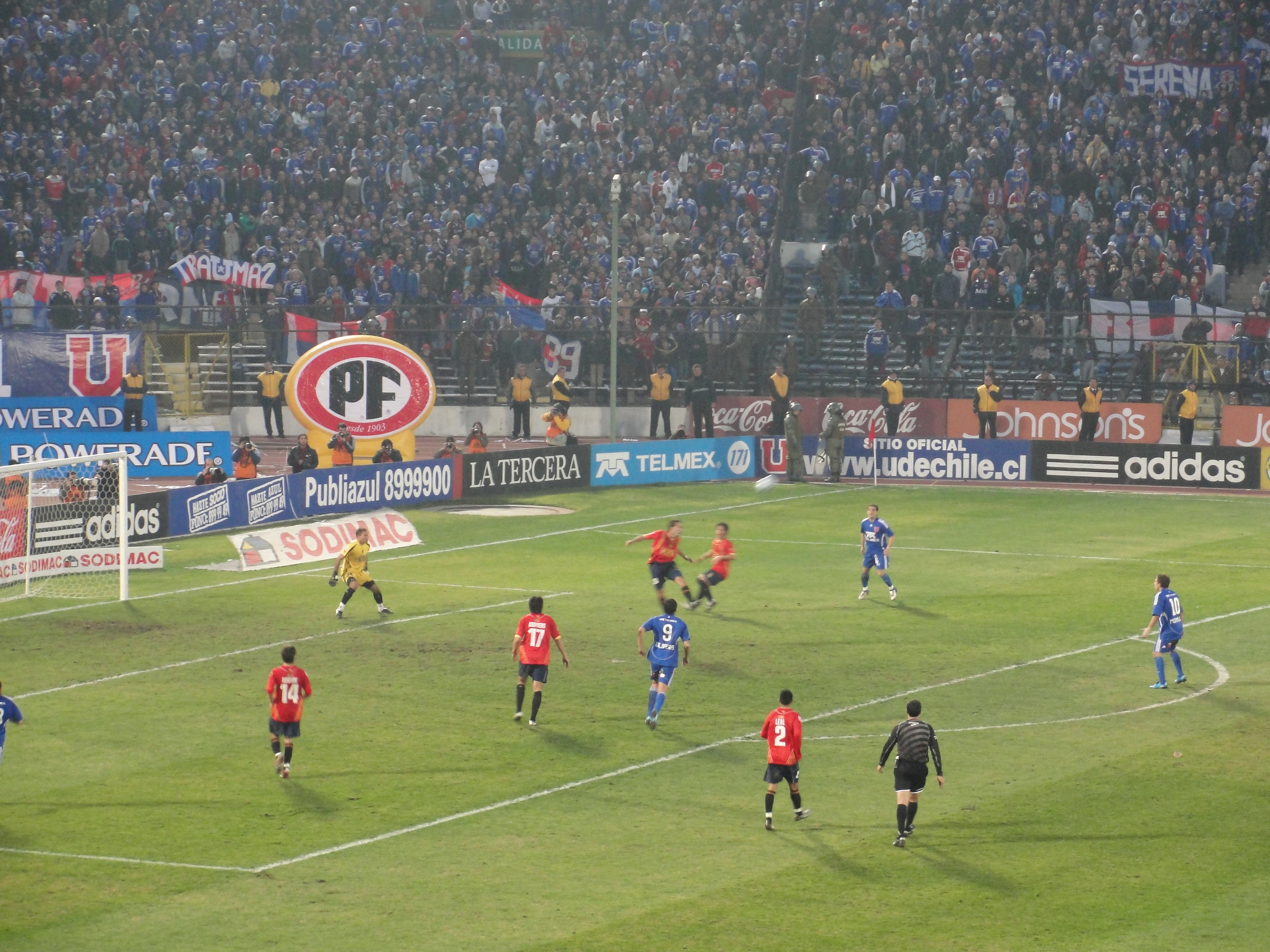
Imagen de la final ida del Apertura 2009 entre la "U" y Unión Española disputada en el Estadio Nacional el día 4 de julio.

Regresando al torneo local los azules llegaron a la final del Apertura 2009 jugando por el título contra la Unión Española, el duelo de ida se disputó el 4 de julio en el Estadio Nacional y ambas escuadras igualaron uno a uno, todo se definió tres días después en el Estadio Santa Laura y la U ganó por la cuenta mínima con solitario gol de Juan Manuel Olivera coronándose campeón del fútbol chileno por 13.ª vez en su historia.
Tras lograr el Torneo de Apertura, el DT uruguayo Sergio Markarian dejó sorpresivamente la banca azul aunque ya lo había anunciado semanas antes del título azul.
Para el segundo semestre de 2009, Rojas sufrió una lesión que lo dejó fuera el resto del año perdiéndose el Torneo de Clausura y la Copa Sudamericana.

#### Temporada 2010
Regresó a las canchas el 24 de enero de 2010 por la primera fecha del Torneo Nacional contra Cobresal, duelo en el que golearon por 5-1 al conjunto minero en calidad de local.
Mientras tanto en la arena internacional llegaron hasta Semifinales de la Copa Libertadores 2010 enfrentándose a Chivas de Guadalajara, el duelo de ida se disputó el 27 de julio y en el Estadio Azteca la U sacó un valioso empate 1-1, una semana después jugaron la vuelta en el Estadio Nacional de Chile donde el conjunto chileno cayó por 0-2 quedando a un paso de clasificar a su primera final de Copa Libertadores de América.
"Pepe" Rojas jugó 8 duelos en aquella Copa Libertadores en una importante campaña del club de la mano del director técnico Gerardo Pelusso.
Por el Torneo Nacional 2010 terminaron en la cuarta posición con 64 puntos en 34 fechas, a diez del campeón Católica, esto les permitió jugar la Liguilla Pre-Libertadores para definir al equipo que iría como "Chile 3" a la Copa Libertadores 2011, algo que finalmente no ocurrió tras ser eliminados a manos de Unión Española en este "mini campeonato".

#### Temporada 2011

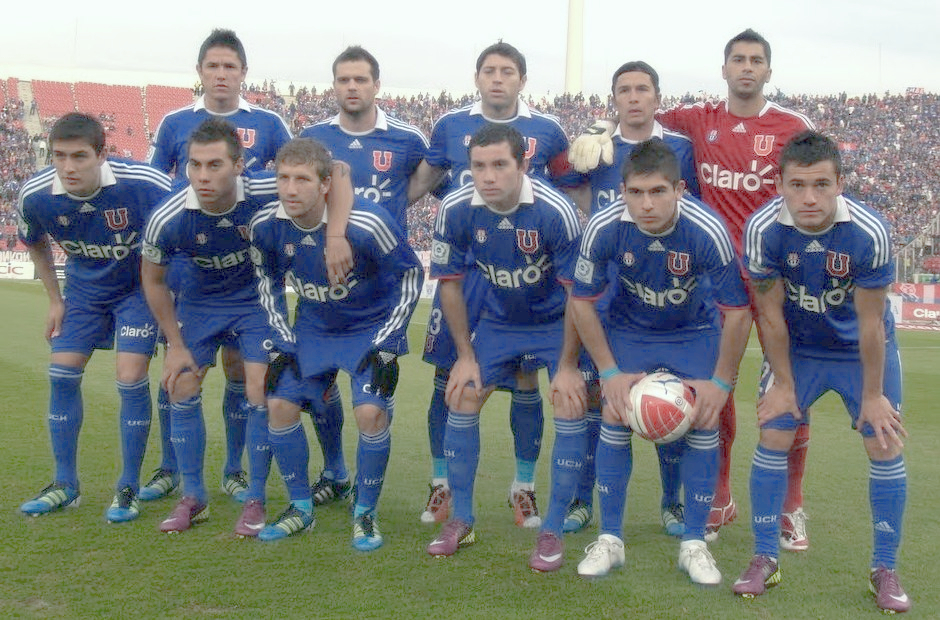
El año 2011 fue el mejor año en la carrera de Rojas, tras ser campeón del Torneo de Apertura y Clausura, además de ganar la Copa Sudamericana 2011 (todo como capitán del equipo) de forma invicta actuando como defensor central o stopper titular en el esquema de Jorge Sampaoli.

Posteriormente, a comienzos de 2011 y tras la partida de Miguel Pinto y Rafael Olarra, José Rojas es elegido por sus compañeros como el capitán para la temporada 2011, por su larga trayectoria en el club.
El 5 de marzo de 2011 se fue expulsado en la caída por 0-2 sobre Unión San Felipe por el Torneo de Apertura tras una dura barrida sobre Gonzalo Espinoza recibiendo una sanción de 3 fechas.
Llegaron hasta la Final del Torneo de Apertura la escuadra dirigida por Jorge Sampaoli se enfrentó a la Universidad Católica de Juan Antonio Pizzi, el duelo de ida se jugó en el Estadio Nacional Julio Martínez Prádanos bajo 30 mil espectadores verían que la UC ganó por 2-0 con goles de Tomás Costa y Milovan Mirosevic. La revancha se jugó en el mismo estadio y la "U" lograría una hazaña al ganar por 4 a 1 y dar vuelta la llave siendo aleonados por "Pepe", Lucas Pratto para los cruzados mientras que el héroe de esa noche Gustavo Canales marcó un triplete y Juan Eluchans marcó en contra a favor de la U, Rojas jugó ambas finales de principio a fin y así los azules bajaron su estrella 14 y esta fue la primera corona que Rojas levantó como capitán.
Jose Rojas fue uno de los artífices en este título jugando 20 duelos por el Apertura 2011 estando 1.747 minutos en cancha y siendo pieza fundamental en la defensa azul.
Un día después de salir campeón como capitán, renovó con la Universidad de Chile por tres años más.

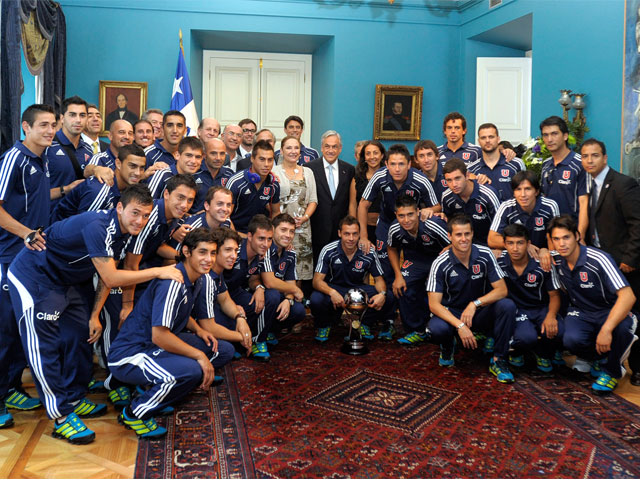
"Pepe" Rojas junto al plantel de la «U» campeón de la Copa Sudamericana 2011, siendo recibidos por el entonces presidente Sebastián Piñera en el Palacio de La Moneda.

Para el segundo semestre lograron de manera invicta la obtención de la Copa Sudamericana 2011 (algo inédito en la historia del club). En primera instancia, los azules vencieron a Fénix y Nacional de Uruguay, para posteriormente golear a Flamengo de Brasil (que por entonces contaba con el extraordinario Ronaldinho Gaúcho). En cuartos de final vencieron a Arsenal de Argentina, y en semifinales a Vasco da Gama de Brasil (en el duelo de ida disputado el 23 de noviembre "Pepe" alcanzó los 300 partidos por la camiseta de la U). En la final enfrentaron a Liga de Quito de Ecuador, venciendo 1-0 en el partido de ida en Ecuador con solitario gol de Eduardo Vargas y 3-0 en el de vuelta en Chile con anotaciones de Vargas (2) y Lorenzetti consagrándose así la Universidad de Chile campeones de un torneo internacional por primera vez en su historia.
Pepe Rojas jugó todos los partidos de esa copa, estando 1.278 de 1.280 minutos en cancha en el campo de juego formando una línea de tres de miedo junto a Marcos González (líbero) y Osvaldo González (stopper derecho) en el esquema de Jorge Sampaoli y fue el primer capitán de la Universidad de Chile en ganar una copa internacional y de manera invicta.
Regresando al torneo local les tocó enfrentarse a la Universidad Católica por las semifinales del Clausura, en el partido de ida la "U" venció 2-1 en calidad de visita y la vuelta la Católica ganó por el mismo marcador finalizando así la racha de 36 partidos sin perder del equipo de Sampaoli por torneos nacionales, pero aun así clasificaron a la final por haber obtenido la mejor ubicación en la tabla general. En la final del torneo se enfrentaron a Cobreloa, la ida se jugó el 26 de diciembre igualando 0-0 en el Estadio Zorros del Desierto y la vuelta en el Nacional la "U" goleó por 3-0 cerrando así un mágico 2011 con su tercer título anual.
Rojas nuevamente fue pieza fundamental en un nuevo título azul en 2011 al jugar 19 encuentros de 25 partidos (sumando la definición Pre Sudamericana) y sumar 1.710 minutos en cancha.
Como consecuencia de la campaña del año 2011, Universidad de Chile logró ser el séptimo mejor equipo del mundo, de acuerdo al ranking mundial de la IFFHS, detrás de Barcelona, Real Madrid, Vélez Sarsfield, Manchester United, Manchester City y Santos.

#### Temporada 2012
El 11 de enero de 2012 se confirmó el fichaje de Rojas por el Botafogo por tres años a cambio dos millones de dólares para las arcas azules. Sin embargo, se le detectó una arritmia cardíaca cuando se realizaba los exámenes médicos, por lo que el lunes 23 de enero, el jugador confirmó que los médicos del club no quisieron arriesgarse a que firmara y, por lo tanto, retornó a la Universidad de Chile, aunque tres días después el 26 de enero se realizó un chequeo en la Clínica Las Condes de Santiago y según el diagnóstico se encontraba en "condiciones absolutamente normales".
Tras su fallido traspaso al fútbol brasileño regresó a las canchas el 4 de febrero por la segunda fecha del Torneo de Apertura contra Deportes La Serena en el triunfo azul 3-1 en calidad de visita jugando todo el encuentro sin complicaciones físicas.
El 23 de marzo anotó el gol del triunfo en la victoria por la cuenta mínima sobre Unión San Felipe por la novena fecha al minuto 85 reencontrándose con las redes luego de 3 largos años.
El 29 de abril con Rojas como titular se disputó una nueva edición del Superclásico entre la U y Colo Colo en el Estadio Nacional por el Apertura 2012, los azules se terminaron imponiendo por un categórico 5-0 con doblete de Matías Rodríguez y anotaciones de Marcelo Díaz más los juveniles Igor Lichnovsky y Ángelo Henríquez, el capitán azul salió al minuto 65 por Lichnovsky quien anotó el 3-0 cuatro minutos después.
Al mismo tiempo los dirigidos por Jorge Sampaoli disputaban la Copa Libertadores 2012 llegaron a las semifinales del torneo tras quedar líderes en el Grupo 8 y eliminar a Deportivo Quito y Libertad en octavos y cuartos de final respectivamente, se encontraron con Boca Juniors en semis quedando eliminados tras perder 2-0 la ida en Argentina e igualar sin goles en Chile, así quedaron aún paso de jugar su primera final de Copa Libertadores de América en su historia, en lo individual Pepe Rojas jugó los 12 partidos de la U en el certamen continental jugando los 1.080 minutos disputados por los azules en el torneo.
Mientras tanto en el torneo local llegaron hasta la final del Apertura 2012 enfrentándose a O'Higgins. El primer partido se jugó en el Estadio El Teniente el día 28 de junio y los rancagüinos sacaron una leve ventaja de 2-1. La revancha se disputó el 2 de julio en un Estadio Nacional repleto, la "U" ganó con el mismo marcador dejando 3-3 el global en un partido con algo de polémica, para los azules marcaron Charles Aránguiz y Guillermo Marino el 2-1 definitivo al minuto 90+2, mientras que Ramón Fernández marcó para los celestes, Rojas se fue expulsado al minuto 54 tras un entrevero con Julio Barroso, la definición del título se definió en lanzamientos penales con Johnny Herrera como héroe de la tanda al atajar tres penales y en el último que atajó (a Enzo Gutiérrez) le dio a los azules la estrella 16 de su historia y su primer tricampeonato.
Rojas nuevamente fue pilar fundamental en la defensa para un nuevo título azul y como capitán al disputar 16 encuentros (15 de titular) marcando un gol en los 1.272 minutos que estuvo en cancha.
El 1 de agosto disputó la Copa Suruga Bank 2012 que juntaba a los campeones de la Copa Sudamericana y de la Copa J. League, el rival por el título fue el Kashima Antlers, el partido se disputó en el Kashima Soccer Stadium de Japón ambos conjuntos igualaron dos a dos al término de los 90 minutos reglamentarios, teniendo que definir el ganador mediante lanzamientos penales donde se impondría el conjunto japonés por 7-6, esta forma la U perdió la opción de ganar su segundo título internacional de su historia.
Luego el 22 de agosto la U se enfrentó al Santos de Brasil por la ida de la Recopa Sudamericana, bajo una fuerte lluvia en la capital chilena igualarían 0-0 en un reñido partido donde Neymar erró un lanzamiento penal tras resbalarse. La revancha se jugó casi un mes después el 26 de septiembre en el Estadio Pacaembú de Sao Paulo donde Santos logró su primera Recopa Sudamericana de toda su historia tras vencer 2-0 al equipo chileno con tantos de Neymar y Bruno Peres, como anécdota el astro brasileño Neymar nuevamente se perdería un penal o más bien lo atajó Johnny Herrera.
Por el torneo local terminaron segundos en la fase regular con 33 puntos, los mismos que Colo-Colo solo que segundos por diferencia de gol (CC +18; UCH +14), ya en los cuartos de final de Clausura fueron eliminados por Unión Española tras un categórico 4-1 en el Estadio Nacional, quedando de esta manera eliminados de la lucha por el título, y dejando escapar la posibilidad de sumar un inédito tetracampeonato.
Debido a sus excelentes actuaciones con Universidad de Chile durante la temporada 2012, recibió el Balón de Oro de la ANFP al "Mejor Futbolista del año en Chile", además de ser escogido parte del "Equipo Ideal del Fútbol Chileno" por diversos medios deportivos.

#### Temporada 2013
El 18 de enero de 2013 renovó contrato con los azules por tres años más hasta finales de 2015.
El primer semestre de 2013 no fue muy bueno para Rojas, ya que con "la U" no logró ganar ni el Torneo Transición ni la Copa Libertadores 2013 donde fueron eliminados en primera fase, pero el 8 de mayo ganó la Copa Chile 2012-13 tras vencer en la final a Universidad Católica 2-1 con agónico gol de Juan Ignacio Duma en el Estadio Germán Becker de Temuco.

#### Temporada 2013/14
En el Torneo de Apertura 2013 terminaron en el cuarto lugar y esto les dio el derecho a jugar la Liguilla Pre-Libertadores para intentar clasificar a la Copa Libertadores 2014 como "Chile 3", algo que lograron tras vencer a Deportes Iquique.
El 13 de diciembre de 2013 llegó a los 400 partidos por la U en la igualdad 1-1 con Palestino por la Liguilla Pre-Libertadores.
En la Copa Libertadores 2014 quedaron eliminados en fase de grupos por segundo año consecutivo aunque luchando hasta el final la clasificación quedando fuera en la última fecha tras igualar a uno con Defensor Sporting en Uruguay. Mientras que por el Torneo de Clausura 2014 hicieron una pésima campaña terminando en el 12° lugar.

#### Temporada 2014/15
El 14 de julio de 2014 se había confirmado su traspaso al Al-Fujairah de los Emiratos Árabes Unidos siendo traspasado por 700 mil dólares tras su participación en el Mundial de Brasil, pero solo una semana después regresó a Chile debido a que el traspaso "no era seguro" según lo publicado en su cuenta de Instagram frustrando así otra oportunidad de jugar en el fútbol extranjero.
El 19 de octubre se jugó una nueva versión del superclásico del fútbol chileno y por la Fecha 11 del Apertura 2014 y Colo-Colo derrotó 2-0 a la Universidad de Chile con goles de Paredes y Beausejour dejando al rojo vivo la lucha por el título, Rojas se fue expulsado al minuto 58 por doble amarilla tras una falta sobre Felipe Flores a la entrada del área dejando a la U con 10 en ese momento y recibió una fecha de sanción junto a su compañero Osvaldo González. Regresó dos jornadas después en un nuevo clásico esta vez el resultado fue distinto y su equipo goleó 3-0 a la Universidad Católica en el clásico universitario.
El 6 de diciembre, Rojas se consagró campeón por octava vez con la camiseta de la Universidad de Chile, por sexta vez como capitán esto por la última fecha del Torneo de Apertura 2014, tras vencer por la cuenta mínima a Unión La Calera con solitario gol de penal de Gustavo Canales al minuto 89 por la última fecha del campeonato, dándole a los azules el 17° torneo nacional de su historia.
Rojas fue gran figura en aquel título azul siendo pieza clave en el esquema de Martín Lasarte jugando 13 partidos la mayoría como defensor central y algunos como lateral, sumando un total de 1.138 minutos en cancha.

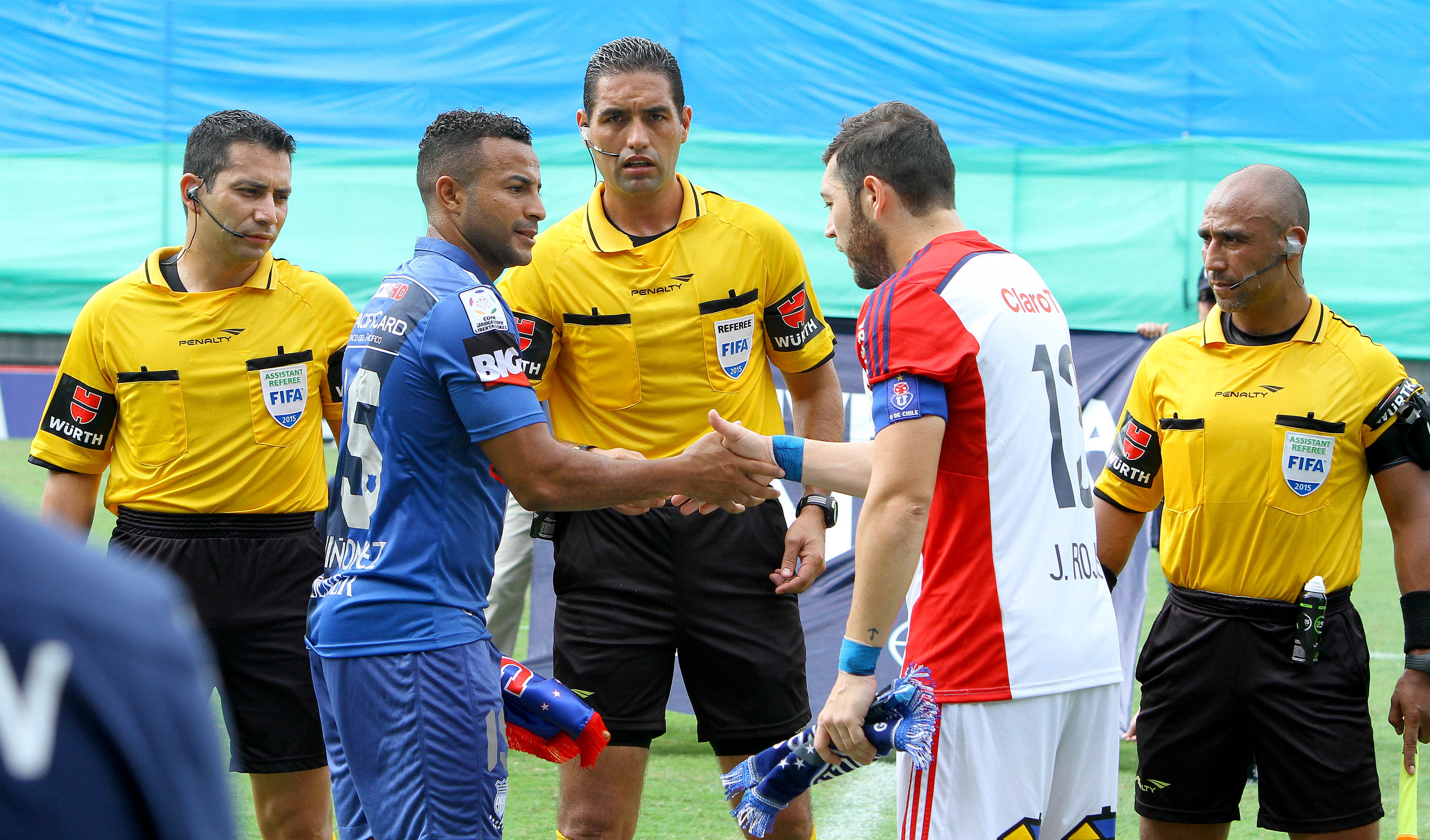
"Pepe" Rojas como capitán en el último duelo de la "U" en la Copa Libertadores 2015 frente a Emelec en Quito.

El 17 de febrero de 2015 llegó a 50 partidos por la Copa Libertadores contra Emelec de Ecuador por el Grupo 4.

#### Temporada 2015
Para el inicio del segundo semestre el capitán azul cambió su histórico dorsal 13 a la camiseta número 3.
El 30 de septiembre de 2015, se consagró otra vez campeón con la camiseta de Universidad de Chile tras derrotar 2-1 a Universidad de Concepción por la Supercopa de Chile en el Estadio Germán Becker de Temuco, para la U anotaron Cristián Suárez al minuto 9 y Matías Rodríguez al 80 mientras que para el "campanil" descontó Fernando Manríquez al minuto 90+2 de penal.
El 2 de diciembre se disputó la final de la Copa Chile 2015 donde se enfrentaron los 2 clubes más grandes del país, Colo Colo y la Universidad de Chile en el Estadio La Portada de La Serena, la U abrió la cuenta al minuto 25 con un golazo de Mathías Corujo y luego al 90+2' Luis Pedro Figueroa anotó de rebote el 1-1 final que obligó a lanzamientos penales donde la U salió campeón frente a su clásico rival por 5-3 con un notable Johnny Herrera que primero atajo un penal a Martín Rodríguez y luego anotó el quinto penal de su equipo dándoles el título.
Rojas jugó 6 partidos sumando 540 minutos en la obtención de la Copa Chile 2015.
El 4 de diciembre de 2015 anunció su salida de Universidad de Chile luego de no llegar a acuerdo para renovar tras estar 12 años en la institución y convertirse en uno de sus máximos referentes. Un día después jugó su último partido con la U por la última fecha del Torneo de Apertura 2015 contra Huachipato en el Estadio Nacional Julio Martínez Pradanos antes del partido Rojas fue recibido con una ovación por parte de toda la hinchada azul, en el último partido azul del año Sebastián Ubilla abrió el marcador al minuto 17 que contó con toques de casi todo el plantel, y luego cruzó toda la cancha para dedicárselo a Rojas, trece minutos después Leonardo Valencia puso el 2-0 parcial con el que se fueron al descanso, al minuto 56 de partido Martín Lasarte decidió sacar a Pepe Rojas quien se despidió de su hinchada bajo una ovación, aplausos y abrazos de sus compañeros siendo sustituido por Gonzalo Espinoza, ya en los minutos finales Luciano Vázquez puso el descuento para los acereros terminando el partido con un triunfo 2-1 para la U en las despedidas de Rojas y Lasarte.
En el Apertura 2015 que fue su último torneo con la Universidad de Chile jugó 12 partidos, todos como titular estando 1.046 minutos en el campo de juego.
Haciendo un cortó resumen de sus 13 años en el club de sus amores el defensor zurdo jugó más de 450 partidos, conquistando 10 títulos (6 torneos nacionales, 2 Copa Chile, 1 Supercopa de Chile y 1 Copa Sudamericana), y disputando 12 finales con la camiseta azul, entre ellas la Copa Sudamericana 2011, y las Copa Suruga Bank y la Recopa Sudamericana de 2012, convirtiéndose en uno de los jugadores más exitosos en la historia de la U.
A continuación estos son algunos de sus hitos no nombrados:
- NÚMEROS POSITIVOS ANTE LA UC: Disputó 26 clásicos universitarios ganando 12, empatando 3 y perdiendo 11.

- SIEMPRE CAPITÁN: Desde que asumió la jineta con Jorge Sampaoli en 2011, siempre fue el que la llevó. Darío Franco, Cristián Romero, Marco Antonio Figueroa y Martín Lasarte no se la quitaron.

- CAPITÁN MÁS GANADOR: Con los dos títulos de 2015 (Supercopa y Copa Chile), Pepe superó a Luis Musrri como el capitán que más títulos levantó. Rojas tiene 8 y Musrri 6.

- NÚMEROS NEGATIVOS ANTE COLO COLO: Jugó 25 Superclásicos ante Colo-Colo de los cuales ganó 7, empató 8 y perdió 10.

### Belgrano (2016)
El 19 de enero de 2016, y luego de largas negociaciones, el Club Atlético Belgrano anuncia su incorporación por toda la temporada 2016.
Debutó con su nuevo club el 7 de febrero por la jornada inaugural del Campeonato de Primera División contra su ex club Independiente partido que terminaron perdiendo por 1-0 teniendo un buen debut según la prensa argentina.
El 21 de septiembre formó parte del histórico triunfo de Belgrano en tierras brasileñas sobre Coritiba en el Estádio Couto Pereira terminaron ganando 2-1 la ida de los Octavos de final de la Copa Sudamericana 2016 algo que significó el primer triunfo internacional de Belgrano fuera de casa en sus 111 años de historis, la revancha se jugó una semana después en el Estadio Mario Alberto Kempes de Córdoba y el conjunto argentino perdió por el mismo marcador que ganó en la ida quedando el marcador igualado 3-3 y en lanzamientos penales avanzaron los brasileños por 4 a 3.
Luego en los últimos meses de 2016 no sería considerado siendo banca en los últimos partidos, por lo mismo es que a finales de diciembre se desvinculó del cuadro pirata.

### Lorca FC (2017)
Tras desvincularse de Belgrano se especuló un posible regresó a Universidad de Chile pero todo se derrumbó el 29 de diciembre de 2016 tras no llegar a acuerdo entre ambas partes acusando Azul Azul a Rojas de presentar una "propuesta desmedida" para volver y horas después de esto, "Pepe" Rojas en respuesta a esos dichos público una conversación de WhatsApp en Instagram haciendo ilusión a que Carlos Heller (presidente de Azul Azul) le ofreció volver a la U, aunque luego días después se reveló que uno de los motivos por los que el jugador no regresó fue porque exigió un alto salario.
En fin tras esta polémica enero de 2017, decide dar el salto a Europa para jugar en el Lorca FC de la Segunda División de España, convirtiéndose en el primer fichaje de invierno del cuadro de Xu Gembao.
El 26 de febrero marcó su primer gol en el fútbol español y primero en el europeo solo en su cuarto partido y esto ayudó al triunfo 2-1 del Lorca sobre el Marbella FC por la Segunda División B 2016-17. El 5 de mayo anotó el solitario gol del triunfo por la cuenta mínima sobre el Atlético Mancha Real en calidad de visita marcando de cabeza.
El 27 de mayo se concretó el ascenso del Lorca FC a la Segunda División de España tras igualar 0-0 con el Albacete Balompié,
En su paso por el Lorca jugó 17 partidos marcando 2 goles y consiguiendo el ascenso a la segunda división del fútbol español.

### San Luis (2017-2018)

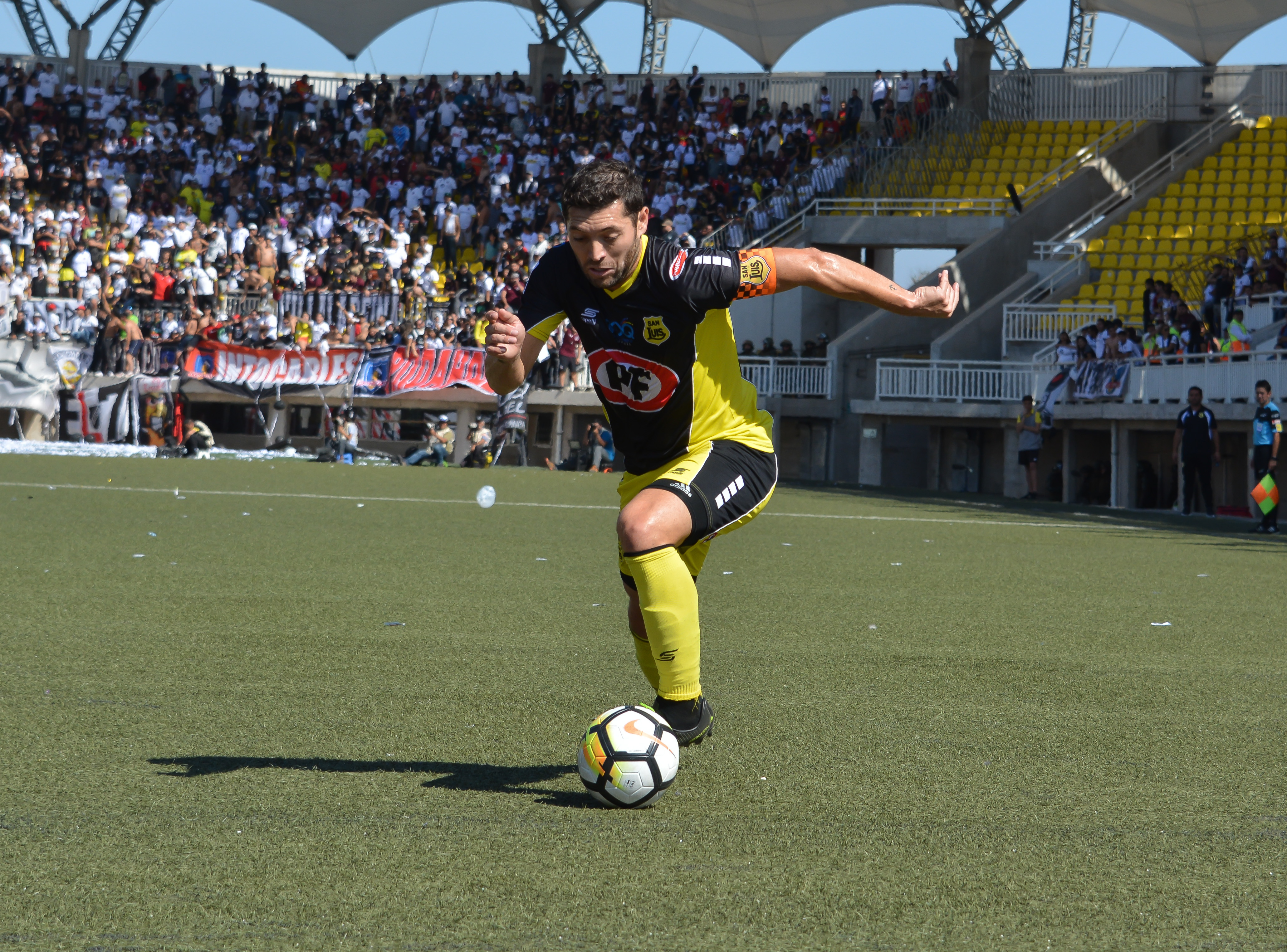
Pepe Rojas en su paso por San Luis de Quillota.

Luego de su paso por el fútbol español y tras ser ofrecido a Universidad Católica y Unión Española, decide volver a Chile para fichar por San Luis de Quillota para disputar el Torneo de Transición 2017.
Hizo su debut el 13 de agosto por la tercera fecha del Transición contra el club de toda su vida, la Universidad de Chile tras ingresar al minuto 43 reemplazando al lesionado Álvaro Césped y recibiendo una ovación de parte de la barra de la U en el Estadio Municipal Lucio Fariña Fernández, el conjunto quillotanos terminó ganando por 2-0 con golazos de Braulio Leal y Ronald González.
En su primer semestre en el conjunto quillotano solo jugó 6 partidos por el Torneo de Transición 2017 estando 497 minutos en el campo de juego.

### Huachipato (2019)
En enero de 2019, fichó por Huachipato, club en el que estuvo durante un año.

### Curicó Unido (2020-2022)
El 13 de febrero de 2023 anunció su retiro del fútbol profesional poniendo fin a una larga trayectoria como futbolista

## Selección nacional

### Selecciones menores
En enero de 2003, fue nominado por el técnico César Vaccia para participar en el Sudamericano Sub-20 de Uruguay 2003 para intentar clasificar a la Mundial de Emiratos Árabes Unidos 2003. En el sudamericano disputó 2 partidos: El 10 de enero frente a Colombia donde fueron derrotados por 1-0 y en la victoria por 2-0 contra Venezuela el 12 de enero. La selección no clasificó al Mundial tras finalizar penúltimos en el Grupo B con 3 puntos.

### Participaciones en Sudamericanos
| Sudamericano             | Sede    | Resultado    | Partidos | Goles |
| ------------------------ | ------- | ------------ | -------- | ----- |
| Sudamericano Sub-20 2003 | Uruguay | Primera Fase | 2        | 0     |

### Selección absoluta
Debido a sus buenas actuaciones por Universidad de Chile, Rojas fue nominado en octubre de 2005 por primera vez a la Selección por el entonces técnico Nelson Acosta para los 2 últimos partidos de las Clasificatorias para la Copa Mundial de Alemania 2006 frente a Colombia y Ecuador, partidos donde Rojas no participó y Chile finalmente no accedió al Mundial.
El 9 de mayo de 2007, Rojas hizo su debut por la selección frente a Cuba en el Estadio Rubén Marcos Peralta de Osorno, marcando un gol en la victoria 3-0.
En mayo de 2009 fue citado por Marcelo Bielsa para disputar la "Copa Kirin" (un clásico torneo amistoso en Japón), jugando en la derrota por 4-0 frente a Japón ingresando al minuto 66 por Roberto Cereceda.
Luego de la llegada de Jorge Sampaoli como técnico a la selección en diciembre de 2012, Rojas se afianza como titular en la defensa chilena, participando como capitán en las victorias frente a Senegal el 15 de enero de 2013 por 2-1 y el 3-0 frente a Haití el 19 de enero por 3-0.
Su último partido por la Selección de Fútbol de Chile se produjo el 5 de septiembre de 2015 en amistoso jugado en el estadio Nacional de Santiago donde ganaron 3-2 con la Selección de Fútbol de Paraguay.

### Mundiales

#### Mundial 2014
El 13 de mayo de 2014, el seleccionador Jorge Sampaoli incluyó a José Rojas en la lista preliminar de 30 jugadores para la Copa Mundial de Fútbol de 2014, finalmente ingresó en la lista final el 1 de junio.
El 28 de junio debutó en el Mundial en el duelo contra Brasil en el Estadio Mineirao por los octavos de final ingresando al minuto 108 por Gary Medel (quien salió bajo una ovación de los hinchas chilenos), una vez finalizado el alargue acabaron 1-1 y en penales Brasil ganó por 3-2 luego que Gonzalo Jara estrellara su disparo al palo izquierdo del portero Júlio César en un partido muy parejo en el que "La Roja" estuvo a punto de dar el batacazo del Mundial.

### Copas América

#### Copa América 2015
El 31 de mayo de 2015, el entrenador Jorge Sampaoli lo nominó para la Copa América 2015 celebrada en Chile. Debutó el 29 de junio por las semifinales del torneo contra Perú, tras la suspensión de Gonzalo Jara, Sampaoli le dio una oportunidad para mostrarse y ser el compañero de Gary Medel en la zaga defensiva y también para candidatearse para jugar una hipotética final, pero ante los peruanos Rojas mostró un mal estado físico, siendo superado en varias ocasiones por Jefferson Farfán y Luis Advíncula, sin embargo La Roja venció por 2-1 con dos goles de Eduardo Vargas en un trabajado partido clasificándose a una final de Copa América luego de 28 años.
En la final de la Copa América 2015, Chile se enfrentó con Argentina por el título el día 4 de julio en un Estadio Nacional repletó, Rojas no jugaría aquel encuentro tras su nefasto partido contra Perú siendo reemplazado por Francisco Gato Silva en la defensa y luego de 120 minutos muy luchados chilenos y argentinos igualaron 0-0 teniendo que definir al Campeón de América desde el punto penal donde Chile se consagró por primera vez Campeón de América tras 99 años de espera venciendo por 4-1 a la Argentina de Lionel Messi, Matías Fernández, Arturo Vidal, Charles Aránguiz y Alexis Sánchez anotaron para Chile y este último se encargó de anotar el 4-1 definitivo.

### Clasificatorias

#### Clasificatorias a Brasil 2014
El 10 de noviembre de 2011 fue citado de urgencia por el nuevo DT de la Roja, Claudio Borghi, luego de que otros jugadores no llegaran en condiciones para jugar los partidos por las Clasificatorias al Mundial de Brasil 2014 frente Uruguay y Paraguay, pero Rojas no jugó. Tras esto el 29 de febrero de 2012, Rojas fue titular en el amistoso entre Chile y Ghana, que terminó empatado 1-1. Finalmente debutó en las Clasificatorias a Brasil 2014 en junio de 2012 en la fecha clasificatoria contra Bolivia y Venezuela, participando como titular en ambos partidos ganados por 2-0.
Rojas jugó regularmente durante las Clasificatorias al Mundial de Brasil 2014, disputando 7 partidos. La clasificación al Mundial se consiguió tras vencer a Ecuador el 15 de octubre de 2013, logrando el tercer lugar con 28 puntos siendo un hito histórico para el fútbol chileno ya que por primera vez se clasificó a 2 mundiales seguidos en cancha.

#### Participaciones en Clasificatorias a Copas del Mundo
| Eliminatorias             | País   | Resultado   | Posición | Partidos | Goles |
| ------------------------- | ------ | ----------- | -------- | -------- | ----- |
| Eliminatorias Brasil 2014 | Brasil | Clasificado | 3° lugar | 7        | 0     |

#### Participaciones en Copas del Mundo
| Mundial                        | Sede   | Resultado        | PJ | Goles |
| ------------------------------ | ------ | ---------------- | -- | ----- |
| Copa Mundial de Fútbol de 2014 | Brasil | Octavos de final | 1  | 0     |

#### Participaciones en Copa América
| Copa              | Sede  | Resultado | PJ | Goles |
| ----------------- | ----- | --------- | -- | ----- |
| Copa América 2015 | Chile | Campeón   | 1  | 0     |

### Partidos internacionales
Actualizado al último partido jugado el 29 de junio de 2015.
| Partidos internacionales | Partidos internacionales | Partidos internacionales                                                  | Partidos internacionales | Partidos internacionales | Partidos internacionales | Partidos internacionales | Partidos internacionales      | Partidos internacionales | Partidos internacionales | Partidos internacionales       |
| N.º                      | Fecha                    | Estadio                                                                   | Local                    | Resultado                | Visitante                | Goles                    | Cambio                        | Tarjetas                 | DT                       | Competición                    |
| ------------------------ | ------------------------ | ------------------------------------------------------------------------- | ------------------------ | ------------------------ | ------------------------ | ------------------------ | ----------------------------- | ------------------------ | ------------------------ | ------------------------------ |
| 1                        | 9 de mayo de 2007        | Estadio Rubén Marcos Peralta, Osorno, Chile                               | Chile                    | 3-0                      | Cuba                     |                          | 58' por Francisco Silva       |                          | Nelson Acosta            | Amistoso                       |
| 2                        | 27 de mayo de 2009       | Estadio Nagai, Osaka, Japón                                               | Japón                    | 4-0                      | Chile                    |                          | 67' por Roberto Cereceda      |                          | Marcelo Bielsa           | Copa Kirin                     |
| 3                        | 29 de febrero de 2012    | PPL Park Stadium, Chester, Estados Unidos                                 | Chile                    | 1-1                      | Ghana                    |                          | 59' por Lucas Domínguez       |                          | Claudio Borghi           | Amistoso                       |
| 4                        | 2 de junio de 2012       | Estadio Hernando Siles, La Paz, Bolivia                                   | Bolivia                  | 0-2                      | Chile                    |                          |                               |                          | Claudio Borghi           | Clasificatorias a Brasil 2014  |
| 5                        | 9 de junio de 2012       | Estadio Olímpico Gral. José Antonio Anzoátegui, Puerto La Cruz, Venezuela | Venezuela                | 0-2                      | Chile                    |                          | 30' por Marcos González       |                          | Claudio Borghi           | Clasificatorias a Brasil 2014  |
| 6                        | 15 de agosto de 2012     | Citi Field, Nueva York, Estados Unidos                                    | Ecuador                  | 3-0                      | Chile                    |                          |                               |                          | Claudio Borghi           | Amistoso                       |
| 7                        | 14 de noviembre de 2012  | AFG Arena, San Galo, Suiza                                                | Serbia                   | 3-1                      | Chile                    |                          |                               |                          | Claudio Borghi           | Amistoso                       |
| 8                        | 15 de enero de 2013      | Estadio La Portada, La Serena, Chile                                      | Chile                    | 2-1                      | Senegal                  |                          |                               | · 15'                    | Jorge Sampaoli           | Amistoso                       |
| 9                        | 19 de enero de 2013      | Estadio Municipal "Alcaldesa Ester Roa Rebolledo", Concepción, Chile      | Chile                    | 3-0                      | Haití                    |                          |                               | Capitán                  | Jorge Sampaoli           | Amistoso                       |
| 10                       | 6 de febrero de 2013     | Estadio Vicente Calderón, Madrid, España                                  | Chile                    | 2-1                      | Egipto                   |                          |                               |                          | Jorge Sampaoli           | Amistoso                       |
| 11                       | 22 de marzo de 2013      | Estadio Nacional del Perú, Lima, Perú                                     | Perú                     | 1-0                      | Chile                    |                          |                               |                          | Jorge Sampaoli           | Clasificatorias a Brasil 2014  |
| 12                       | 26 de marzo de 2013      | Estadio Nacional Julio Martínez Prádanos, Santiago, Chile                 | Chile                    | 2-0                      | Uruguay                  |                          |                               |                          | Jorge Sampaoli           | Clasificatorias a Brasil 2014  |
| 13                       | 24 de abril de 2013      | Estadio Mineirão, Belo Horizonte, Brasil                                  | Brasil                   | 2-2                      | Chile                    |                          |                               | Capitán                  | Jorge Sampaoli           | Amistoso                       |
| 14                       | 7 de junio de 2013       | Estadio Defensores del Chaco, Asunción, Paraguay                          | Paraguay                 | 1-2                      | Chile                    |                          |                               |                          | Jorge Sampaoli           | Clasificatorias a Brasil 2014  |
| 15                       | 11 de junio de 2013      | Estadio Nacional Julio Martínez Prádanos, Santiago, Chile                 | Chile                    | 3-1                      | Bolivia                  |                          |                               |                          | Jorge Sampaoli           | Clasificatorias a Brasil 2014  |
| 16                       | 14 de agosto de 2013     | Estadio Brøndby, Copenhague, Dinamarca                                    | Irak                     | 0-6                      | Chile                    |                          |                               |                          | Jorge Sampaoli           | Amistoso                       |
| 17                       | 11 de octubre de 2013    | Estadio Metropolitano Roberto Meléndez, Barranquilla, Colombia            | Colombia                 | 3-3                      | Chile                    |                          | 53' por Mauricio Isla         |                          | Jorge Sampaoli           | Clasificatorias a Brasil 2014  |
| 18                       | 22 de enero de 2014      | Estadio Francisco Sánchez Rumoroso, Coquimbo                              | Chile                    | 4-0                      | Costa Rica               |                          | 71' por Osvaldo González      | Capitán                  | Jorge Sampaoli           | Amistoso                       |
| 19                       | 4 de junio de 2014       | Estadio Elías Figueroa Brander, Valparaíso, Chile                         | Chile                    | 2-0                      | Irlanda del Norte        |                          |                               |                          | Jorge Sampaoli           | Amistoso                       |
| 20                       | 28 de junio de 2014      | Estadio Mineirão, Belo Horizonte, Brasil                                  | Brasil                   | 1-1(t. s.) 3-2p          | Chile                    |                          | 108' por Gary Medel           |                          | Jorge Sampaoli           | Copa Mundial de Fútbol de 2014 |
| 21                       | 9 de septiembre de 2014  | Lockhart Stadium, Fort Lauderdale, Estados Unidos                         | Chile                    | 1-0                      | Haití                    |                          |                               | 89'                      | Jorge Sampaoli           | Amistoso                       |
| 22                       | 10 de octubre de 2014    | Estadio Elías Figueroa Brander, Valparaíso, Chile                         | Chile                    | 3-0                      | Perú                     |                          | 66' por José Pedro Fuenzalida |                          | Jorge Sampaoli           | Amistoso                       |
| 23                       | 28 de enero de 2015      | Estadio El Teniente, Rancagua, Chile                                      | Chile                    | 3-2                      | Estados Unidos           |                          |                               | · 43'                    | Jorge Sampaoli           | Amistoso                       |
| 24                       | 29 de junio de 2015      | Estadio Nacional Julio Martínez Prádanos, Santiago, Chile                 | Chile                    | 2-1                      | Perú                     |                          |                               |                          | Jorge Sampaoli           | Copa América 2015              |
| Total                    |                          |                                                                           | Presencias               | 24                       | Goles                    | 1                        |                               |                          |                          |                                |

| Selección chilena | Selección chilena | Selección chilena |
| Año               | Partidos          | Goles             |
| ----------------- | ----------------- | ----------------- |
| 2007              | 1                 | 1                 |
| 2009              | 1                 | 0                 |
| 2012              | 5                 | 0                 |
| 2013              | 10                | 0                 |
| 2014              | 5                 | 0                 |
| 2015              | 2                 | 0                 |
| Total             | 24                | 1                 |

## Participaciones internacionales
| Club                         | Competencia              | Resultado        |
| ---------------------------- | ------------------------ | ---------------- |
| Universidad de Chile · Chile | Copa Libertadores 2005   | Octavos de final |
| Universidad de Chile · Chile | Copa Sudamericana 2005   | Fase Preliminar  |
| Universidad de Chile · Chile | Copa Libertadores 2009   | Octavos de final |
| Universidad de Chile · Chile | Copa Sudamericana 2009   | Cuartos de final |
| Universidad de Chile · Chile | Copa Libertadores 2010   | Semifinales      |
| Universidad de Chile · Chile | Copa Sudamericana 2010   | Primera Fase     |
| Universidad de Chile · Chile | Copa Sudamericana 2011   | Campeón          |
| Universidad de Chile · Chile | Copa Libertadores 2012   | Semifinales      |
| Universidad de Chile · Chile | Copa Suruga Bank 2012    | 'Subcampeón'     |
| Universidad de Chile · Chile | Recopa Sudamericana 2012 | 'Subcampeón'     |
| Universidad de Chile · Chile | Copa Sudamericana 2012   | Cuartos de final |
| Universidad de Chile · Chile | Copa Libertadores 2013   | Fase de grupos   |
| Universidad de Chile · Chile | Copa Sudamericana 2013   | Octavos de final |
| Universidad de Chile · Chile | Copa Libertadores 2014   | Fase de grupos   |
| Universidad de Chile · Chile | Copa Libertadores 2015   | Fase de grupos   |
| Belgrano Argentina           | Copa Sudamericana 2016   | Octavos de final |

## Estadísticas
| Club | Div           | Temporada     | Liga  | Liga  | Copas nacionales(1) | Copas nacionales(1) | Torneos internacionales(2) | Torneos internacionales(2) | Total | Total | Media goleadora(3) |
| Club | Div           | Temporada     | Part. | Goles | Part.               | Goles               | Part.                      | Goles                      | Part. | Goles | Media goleadora(3) |
| --- | ------------- | ------------- | ----- | ----- | ------------------- | ------------------- | -------------------------- | -------------------------- | ----- | ----- | ------------------ |
| Universidad de Chile · Chile | 1°            | 2003          | 21    | 1     | —                   | —                   | —                          | —                          | 21    | 1     | 0.05               |
| Universidad de Chile · Chile | 1°            | 2004          | 42    | 1     | —                   | —                   | —                          | —                          | 42    | 1     | 0.02               |
| Universidad de Chile · Chile | 1°            | 2005          | 36    | 1     | —                   | —                   | 9                          | 0                          | 45    | 1     | 0.02               |
| Universidad de Chile · Chile | 1°            | 2006          | 5     | 0     | —                   | —                   | —                          | —                          | 5     | 0     | 0.00               |
| Independiente Argentina | 1°            | 2006          | 5     | 0     | —                   | —                   | —                          | —                          | 5     | 0     | 0.00               |
| Independiente Argentina | Total club    | Total club    | 5     | 0     | 0                   | 0                   | 0                          | 0                          | 5     | 0     | 0.00               |
| Universidad de Chile · Chile | 1°            | 2007          | 33    | 2     | —                   | —                   | —                          | —                          | 33    | 2     | 0.06               |
| Universidad de Chile · Chile | 1°            | 2008          | 39    | 0     | —                   | —                   | —                          | —                          | 39    | 0     | 0.00               |
| Universidad de Chile · Chile | 1°            | 2009          | 14    | 0     | —                   | —                   | 10                         | 1                          | 24    | 1     | 0.04               |
| Universidad de Chile · Chile | 1°            | 2010          | 30    | 0     | —                   | —                   | 10                         | 0                          | 40    | 0     | 0.00               |
| Universidad de Chile · Chile | 1°            | 2011          | 39    | 0     | 5                   | 0                   | 12                         | 0                          | 56    | 0     | 0.00               |
| Universidad de Chile · Chile | 1°            | 2012          | 26    | 1     | 1                   | 0                   | 19                         | 0                          | 46    | 1     | 0.02               |
| Universidad de Chile · Chile | 1°            | 2013          | 15    | 0     | 4                   | 0                   | 4                          | 0                          | 23    | 0     | 0.00               |
| Universidad de Chile · Chile | 1°            | 2013-14       | 25    | 0     | 4                   | 0                   | 13                         | 0                          | 42    | 0     | 0.00               |
| Universidad de Chile · Chile | 1°            | 2014-15       | 26    | 0     | 1                   | 0                   | 6                          | 0                          | 33    | 0     | 0.00               |
| Universidad de Chile · Chile | 1°            | 2015-16       | 12    | 0     | 7                   | 0                   | —                          | —                          | 19    | 0     | 0.00               |
| Universidad de Chile · Chile | Total club    | Total club    | 363   | 6     | 22                  | 0                   | 83                         | 1                          | 468   | 7     | 0.01               |
| Belgrano Argentina | 1°            | 2016          | 16    | 0     | —                   | —                   | —                          | —                          | 16    | 0     | 0.00               |
| Belgrano Argentina | 1°            | 2016-17       | 7     | 0     | 1                   | 0                   | 3                          | 0                          | 11    | 0     | 0.00               |
| Belgrano Argentina | Total club    | Total club    | 23    | 0     | 1                   | 0                   | 3                          | 0                          | 27    | 0     | 0.00               |
| Lorca F. C. · España | 3°            | 2017          | 17    | 2     | —                   | —                   | —                          | —                          | 17    | 2     | 0.12               |
| Lorca F. C. · España | Total club    | Total club    | 17    | 2     | 0                   | 0                   | 0                          | 0                          | 17    | 2     | 0.12               |
| San Luis · Chile | 1°            | 2017          | 6     | 0     | 4                   | 0                   | —                          | —                          | 10    | 0     | 0.00               |
| San Luis · Chile | 1°            | 2018          | 28    | 0     | —                   | —                   | —                          | —                          | 28    | 0     | 0.00               |
| San Luis · Chile | Total club    | Total club    | 34    | 0     | 4                   | 0                   | 0                          | 0                          | 38    | 0     | 0.00               |
| Huachipato · Chile | 1°            | 2019          | 19    | 1     | 2                   | 0                   | —                          | —                          | 21    | 1     | 0.05               |
| Huachipato · Chile | Total club    | Total club    | 19    | 1     | 2                   | 0                   | 0                          | 0                          | 21    | 1     | 0.05               |
| Curicó Unido · Chile | 1°            | 2020          | 28    | 1     | —                   | —                   | —                          | —                          | 28    | 1     | 0.04               |
| Curicó Unido · Chile | 1°            | 2021          | 14    | 0     | —                   | —                   | 0                          | 0                          | 14    | 0     | 0.00               |
| Curicó Unido · Chile | Total club    | Total club    | 42    | 1     | 0                   | 0                   | 0                          | 0                          | 42    | 1     | 0.02               |
| Total carrera | Total carrera | Total carrera | 504   | 10    | 29                  | 0                   | 86                         | 1                          | 619   | 11    | 0.02               |
| (1) Incluye datos de Copa Chile (2011-Act.), Supercopa de Chile (2015) y Copa Argentina (2016). (2) Incluye datos de Copa Libertadores (2005-15), Copa Sudamericana (2005-16), Recopa Sudamericana (2012) y Copa Suruga Bank (2012). (3) No incluye goles en partidos amistosos. |               |               |       |       |                     |                     |                            |                            |       |       |                    |

## Palmarés

### Campeonatos nacionales
| Título             | Club                 | País  | Año    |
| ------------------ | -------------------- | ----- | ------ |
| Primera División   | Universidad de Chile | Chile | 2004-A |
| Primera División   | Universidad de Chile | Chile | 2009-A |
| Primera División   | Universidad de Chile | Chile | 2011-A |
| Primera División   | Universidad de Chile | Chile | 2011-C |
| Primera División   | Universidad de Chile | Chile | 2012-A |
| Copa Chile         | Universidad de Chile | Chile | 2013   |
| Primera División   | Universidad de Chile | Chile | 2014-A |
| Supercopa de Chile | Universidad de Chile | Chile | 2015   |
| Copa Chile         | Universidad de Chile | Chile | 2015   |

### Campeonatos internacionales
| Título            | Equipo (*)           | Sede  | Año  |
| ----------------- | -------------------- | ----- | ---- |
| Copa Sudamericana | Universidad de Chile | Chile | 2011 |
| Copa América      | Selección de Chile   | Chile | 2015 |

### Distinciones individuales
| Distinción                                                                              | Año       |
| --------------------------------------------------------------------------------------- | --------- |
| Parte del Equipo Ideal de El Gráfico Chile                                              | 2011      |
| Mejor Central Izquierdo por el SIFUP                                                    | 2012      |
| Equipo ideal Copa Libertadores 2012                                                     | 2012      |
| Parte del Equipo Ideal de El Gráfico Chile                                              | 2012      |
| Premio al Juego Limpio, del CPD                                                         | 2012      |
| Parte del Equipo Ideal de la ANFP                                                       | 2012      |
| Balón de Oro de la ANFP al "Mejor Futbolista en Chile"                                  | 2012      |
| Mejor Central Izquierdo por el SIFUP                                                    | 2013      |
| Incluido dentro de las 50 mejores figuras históricas de Universidad de Chile por AS.com | 2016      |
| Incluido dentro de los 10 jugadores que han marcado la historia de Universidad de Chile | 2016      |
| Incluido dentro de los mayores referentes históricos de Universidad de Chile            | 2017      |
| Parte del Equipo Ideal de la Década en el Fútbol Chileno (diario El Mercurio)           | 2010-2019 |

### Capitán de Universidad de Chile
| Predecesor: Miguel Pinto | Capitán de Universidad de Chile 2011-2015 | Sucesor: Johnny Herrera |